# Colletes paniscus
Colletes paniscus är en biart som beskrevs av Henry Lorenz Viereck 1903. Colletes paniscus ingår i släktet sidenbin, och familjen korttungebin.

## Underarter
Arten delas in i följande underarter:
- C. p. mertensiae
- C. p. paniscus
- C. p. sculleni